# ダイアモンド☆ユカイ
ダイアモンド☆ユカイ（1962年〈昭和37年〉3月12日 - ）は、日本のシンガーソングライター、俳優。本名および旧芸名、田所 豊（たどころ ゆたか）。
東京都出身。サンミュージック・サウンドミッション所属。既婚。3児の父。

## 人物
血液型はB型。両親はともに公務員だった。本名の「豊」は、大相撲力士の初代・豊山に由来する。
大宮市立見沼小学校、大宮市立大砂土中学校、専修大学附属高等学校を卒業、専修大学法学部を中退。
芸名の由来は、ニックネームの「ユカイ」（愉快）。
「ダイアモンド」と「ユカイ」の間には当初は“☆”（スター）が入っていたが、「☆がついているアーティストが増えた」という理由で“✡”（六芒星）に変更した。それ以前に表記をDIAMOND◇YUKAIとした時期もあった。
ランディ・ニューマン、ローリング・ストーンズや沢田研二、萩原健一ファンであることを公言。萩原が死去した際、自身のサイトで追悼コメントを発表。
「スウィーツ研究会部長」「ソフトクリーム研究会会長」「全日本コーヒー豆惣菜（党総裁）」などを自称して、日々研究・探究に臨んでいる。
歴史好きであり「裏歴史んとん協会会長」を自称する。自身のルーツを調べたところ、祖先は結城朝光（源頼朝に仕えた武将）であるといい、朝光には頼朝の落胤説があることから、自身が「源頼朝の末裔」である可能性を話題として唱えている。末裔であることについては「実際はどうなのかはわからないけど」としているものの、源頼朝は大好きな人物であるといい、子への命名に当たり頼朝にあやかって「頼」の字を付けている。
既婚だが2021年3月の時点では別居中。また自身の長女はアーティスティックスイミング選手でジュニア世代の日本代表選手として海外大会出場経歴がある。
ハリウッド映画に出演した当時のカンヌ国際映画祭で、活躍する前のユマ・サーマンをナンパして食事に誘い、キース・ヘリングやカメラマンのボブ・グルーエンらと親交を深める。
ミュージシャン、俳優、声優、ナレーター、テレビタレントなど幅広く活動している。
タレント活動として出演する場合、「とりあえず自分の年齢をネタにする」というパターンになることが非常に多く、定番ネタ化してきている。
実年齢よりも若く見られることが多く、自身もそのことを誇りに思っているようで、年齢を聞かれると「いくつにみえる？」など笑顔で応対することが多い。
また年齢のことを触れられなかった場合は、自ら生年月日などを晒してそちらに話題を持って行くという場合すらある。
2022年10月4日にキャシー中島が「徹子の部屋」にゲスト出演した際に自身の母とユカイの母が友人同士だった事をユカイが発言したと明かした。

## 略歴
- 1985年 - ロックバンドRED WARRIORS（レッド・ウォーリアーズ）を結成し、翌1986年10月にボーカルとしてデビュー。
- 1987年 - ハリウッド映画「TOKYO-POP」で俳優として活動を始め、カンヌ国際映画祭に出席。
- 1989年 - RED WARRIORS解散。
- 1990年 - 「I'M THE BEST -世界の女は俺のもの-」（MMG）でソロデビュー。日本武道館でソロデビューライブ開催。以後10年の間、多彩なゲスト・ミュージシャンを迎え「ユカイなクリスマス」ライブを毎年開催。
- 1996年 - RED WARRIORS再結成。1997年活動休止。
- 1997年
  - 7月24日 - この日発売された『西城秀樹ROCKトリビュート』で「ブルースカイ ブルー」を歌唱。
  - 11月 - 元アイドルグループCoCoの三浦理恵子と結婚する。
- 1999年 - RED WARRIORSが完全復活として再結成。オリジナル・アルバム2枚等発売。2003年活動休止。
- 2001年 - 三浦と離婚する。[13]
- 2004年 - ソフィア・コッポラ監督の映画「ロスト・イン・トランスレーション」で、再びハリウッド映画に出演。
- 2007年
  - 6月17日 - 自身のLIVEイベント「ROLLING ROCKS」で、盟友の木暮"SHAKE"武彦と久々に共演する。本人はインタビュー、ブログ等で「ROLLING ROCKS」を「俺のライフワーク」と語っている。
  - 10月20日 - RED WARRIORSとしてZepp Tokyoで公演する。LIVE“LESSON21”。
  - 12月22日 - ROLLY、HEESEYをゲストに迎えて「ROLLING ROCKS 2」を開催。
- 2008年3月19日時点のバンドメンバーは、ichiro (G.)、市川"JAMES"洋二 (B.)、宮脇“JOE”知史 (Ds.)、三国義貴 (Key.)。
- 2009年
  - 2月7日 - 『踊る!さんま御殿!!』で「タンポポのような女性」と再婚したことを公表する。
  - 3月1日 - 3月8日 - RED WARRIORSとしてライブを開催。LIVE“LESSON23”。
  - 3月13日 - 自著『成りさがり』の発売記念握手会の場で、「自分の歌は聴けなくなるかも」と音楽業からの事実上の引退を示唆したと報道される。今後は地元の埼玉で農業に従事する予定であると語っている[14]。
  - 7月3日 - ホフディランのデビュー13周年記念ライブ『13年の金曜日』に出演、忌野清志郎を追悼すると称し、ホフディランのボーカルのワタナベイベーとTHE TIMERS「デイドリーム・ビリーバー」を熱唱。
- 2010年
  - 2月 - 待望の第一子（女児）が産まれ、47歳にして父親になったことをブログで公表。「新菜（ニーナ）」と名付ける。
  - 3月 - 栃木県佐野市に移住[15][16]。
  - 7月24日 - 過労と体調不良が重なったため脳貧血（神経心原性失神）となり、病院に緊急搬送されていたことを7月25日にブログで公表した[17]。その後25日中に退院し、7月28日から仕事に復帰した[18][19]。
  - 10月6日 -自身が長期の不妊治療の末に、授かった娘へ想いを込めたミニ・アルバム「Niina （ニーナ）」を発表。
- 2011年
  - 3月 - 栃木県佐野市の「佐野ブランド大使」に任命[15][16]される。
  - 4月 - フジテレビ系「ごきげんよう」（5月3日放送）のトーク中、「2人目ができました。双子です」と告白する[20]。
  - 6月 - 自身が無精子症で、体外受精の末に子供を授かったことなどを公表[21]。
  - 7月 - 自身の無精子症を告白した本「タネナシ。」を講談社から出版。
  - 11月2日 - 午前に自身のブログで、1日に双子の男児が生まれたことを公表した[22] 同日午後に記者会見を開き、長男を「頼音（らいおん）」、次男を「匠音（ショーン）」と命名したことを発表[23]。
- 2012年
  - 3月 - 自身の誕生日を祝い「芸獣ロック」と題したライブを開催。
  - 7月 - カバー・アルバム、男が泣ける男の歌「Respect」（ワーナーミュージック・ジャパン）を発売する。
  - 8月 - 自身が作詞・作曲した、佐野市のゆるキャラ「さのまる」のテーマソング「さのまる音頭」を発表した。中日ドラゴンズの「ドアラのマーチ」も歌う。
  - 10月 - 栃木県から「とちぎ未来大使」を委嘱される。
  - 12月 - 全曲カバーアルバムから「Respect LIVE」を開催。
- 2013年
  - 6月 - 講談社から育児奮闘記「イクジイ。」を発表。
  - 11月 - カバーアルバム第二弾、男が惚れる男の歌「RESPECT II」（インペリアルレコード）を発売。
  - 12月 - 品川プリンスホテルで「ダイアモンド☆ユカイ クリスマスディナーショー」を開催。
- 2014年
  - 6月 - NHK「みんなのうた」で新曲「ムクロジの木」が放送。
  - 7月 - CS放送GAORA「DRAGON GATE 〜無限大infinity〜」のオープニングテーマ「OPEN THE DREAM GATE」を楽曲提供して歌唱。
  - 12月 - Mt.RAINIER HALL SHIBUYA PLEASURE PLEASUREで「X'MASロックショー」を開催。
- 2015年
  - 7月 - 織田哲郎が結成したバンド「ROLL-B DINOSAUR」（ロール・ビー・ダイナソー）にボーカルとして参加[24]する。
  - 7月 - 親子で楽しめるアルバム「ユカイなKidsソング」（キングレコード）を発売。
  - 8月 - DRAGON GATEオフィシャルサウンドトラック「OPEN THE MUSIC GATE 2015」（ポニーキャニオン）に参加し、「OPEN THE DREAM GATE」を楽曲提供して歌唱し、帯キャッチコピーを記す。
  - 9月 - RED WARRIORSとして、さいたまスーパーアリーナでの肉ロックフェスで一夜限りのライブを開催。
  - 10月 - 30周年記念ライブ「流星のロケンロール」を、デビューを決めたヤクルトホールで開催。
  - 10月 - 愛知県から「あいちイクメンPR大使」に任命される。
  - 10月 - 2015年に公演されたミュージカル『ミス・サイゴン』でエンジニア役[25]を務める。
- 2016年
  - 3月 - カバーアルバム第三弾「Respect III」（ユニバーサルミュージック）を発売する。
  - 3月 - バースデーライブ「Hello-Goodbye」を原宿クエストホールで開催する。
  - 5月 - 埼玉県から「埼玉県コウノトリ大使」を依嘱される。
- 2017年7月 - 母親が90歳で他界。仕事で看取れなかったが、母に初めて買ってもらったギターで、母が好きだった「JOHN」を通夜で歌った。

## ディスコグラフィ

### YUTAKA&LITTLE WING

#### シングル
1. MERRY X'MAS AGAIN / むかし子どもだったすべての人へ（1989年12月、CA-8385）

#### アルバム
1. Welcome To The Indy Land（1989年12月、EGO-001）7曲入。
2. MERRY X'MAS AGAIN / むかし子どもだったすべての人へ（1991年11月、TRCE-2001）リマスタリング盤、5曲入。

### Diamond Yukai

#### シングル
1. DIRTY HERO（1990年7月、AMDX-6011）
2. ONE SUMMER NIGHT（1990年8月、AMDX-6017）
3. OCEAN（1993年6月、PCDA-00466）（CX系「スポーツワイドプロ野球ニュース」挿入歌）
4. 愛しのセーラ（1993年10月、PCDA-00497）
5. 夕暮れ（1994年1月、PCDA-00531）
6. SUMMER ANGEL（1994年5月、PCDA-00594）
7. Sunshine Lady（1995年10月、PCDA-00780）
8. 君はともだち （1996年3月、PCDW-00003）（映画「トイ・ストーリー」日本語版 主題歌）
9. CRY FOR LOVE（1996年4月、PCDA-00844）
10. 魂の詩（2011年7月、配信）
11. さのまる音頭（2012年12月）
12. Wonder Wings（2013年11月13日）
13. ムクロジの木（2014年7月）

#### アルバム
1. I'M THE BEST -世界の女は俺のもの-（1990年、AMCX-4070）
2. ピエロの囁き（1991年、AMCX-4126）
3. SHADOW BROWN & BLACK PIRATES ～シャドウ・ブラウン&ブラック・パイレーツの誕生～（1992年、AMCX-4142）
4. LONELY JACK KNIFE（1993年、PCCA-00461）
5. DIAMOND YUKAI（1994年、PCCA-00608）
6. Cry For Love（1996年、PCCA-00973）
7. Le Cinema（1997年、PCCA-01174）
8. BRAVO!（2001年、TKCA-2090）
9. D☆Y SHORT BIBLE（2007年、GNCL-7006）
10. I AM A ROCKMAN（2009年、GNCL-1193）
11. Niina（2010年、SMLCA-5）
12. Respect（2012年、WPCL-11175）カバー・アルバム。"男が泣ける男の歌"がテーマ。
13. RESPECT II（2013年、TECI-1382）カバー・アルバム。"男が惚れる男の歌"がテーマ。
14. ユカイなKidsソング（2015年、KICG-451）
15. Respect III（2016年、UICZ-4343）カバー・アルバム「Respect」シリーズの最終章。
16. 『The Best RespectRespect In Peace...』（2019年、WQCQ-747）カバー・アルバム『Respect』シリーズ集大成アルバム。オンライン限定発売。

#### その他
- 「中日ドラゴンズ選手テーマ曲2013」

　山崎武司選手テーマ曲「BABEなタケシ」ドアラテーマ曲「ドアラのマーチ」2曲収録
- 「PACHISLOTあしたのジョー2」サントラ

　「蒼き狼達のバラッド」　「ROCK YOU」ほかカバー全4曲収録
- 「遊☆戯☆王ZEXAL SOUND DUEL 5」

　「Wonder Wings (TVsize)」収録
- 「遊☆戯☆王ZEXAL VOCAL BEST!!」

　「Wonder Wings」収録（M-11）
- プロレス団体ドラゴンゲート公式テーマソング「OPEN THE DREAM GATE」

### NIGHT LIFE

#### アルバム
1. NIGHT LIFE Volume-one（1999年、RDCD-1001）
2. NIGHT LIFE Romance（2003年、NLCD-1001）

### 映像作品

#### VHS
1. DIAMOND ROCK SHOW DEBUT LIVE BUDOKAN 1990.7.24（1990年）
2. CONCERT TOUR'91-'92 ピエロの囁き（1992年12月、AMVX-8008）

## 出演作品

### 映画
- TOKYO-POP （1987年、フラン・ルーベル・クズイ監督） - ヒロ 役
- バッフィ/ザ・バンパイア・キラー （1992年、フラン・ルーベル・クズイ監督） - ドラキュラ 役
- ハートブレイカー 弾丸より愛をこめて （1992年、小松壮一郎監督） - 主演
- 弾丸ランナー（1996年、SABU監督） - 相沢健二　役
- アンラッキー・モンキー（1997年、SABU監督） - バーの店員 役
- ポストマン・ブルース （1997年、SABU監督） - 殺し屋ゼッケン3 役
- SF サムライ・フィクション （1998年、中野裕之監督） - 鬼松 役（田所豊名義）
- LADY DROP （2003年）
- ロスト・イン・トランスレーション （2004年、ソフィア・コッポラ監督） - CMディレクター 役
- シベリア超特急・番外編　「欲望列車」チカンはイカン（2005年） - 歌手 役
- ブレイド 剣〜Tsurugi （2005年）
- HEY JAPANESE! Do you believe PEACE,LOVE and UNDERSTANDING? 2008 2008年、イマドキジャパニーズよ。愛と平和と理解を信じるかい? （2008年、村松亮太郎監督） - タキザワ 役
- クジラ 極道の食卓（2009年） - ゼブラの組長 役
- 不灯港（2009年、内藤隆嗣監督） - 竜二 役
- 20世紀少年 最終章 ぼくらの旗 （2009年、堤幸彦監督） - コンサートの客 役
- ランブリングハート（2010年、村松亮太郎監督） - 伊月航 役
- SP THE MOTION PICTURE「野望篇」 （2010年10月30日公開、波多野貴文監督） - トラックの運転手 役
- 前橋ヴィジュアル系（2011年3月公開、ケイダッシュステージ、監督:大鶴義丹）
- 謎解きはディナーのあとで（2013年、土方政人監督） - プリンセスレイコ号カジノのディーラー 役
- 冴え冴えてなほ滑稽な月（2013年9月7日公開、島田角栄監督）
- ベイビー大丈夫かっBEATCHILD1987※1987年に熊本・阿蘇で行われた日本初のオールナイトロックフェスティバルを追ったドキュメンタリー映画（2013年10月26日公開、佐藤輝監督）
- 幻三十郎（2014年2月10日公開、SABU監督） - 幻三十郎 役
- エイトレンジャー2（2014年7月26日公開、堤幸彦監督） - 音楽ディレクター 役
- 振り子（2015年2月28日公開） - 居酒屋の大将 役
- 仮面ライダー×スーパー戦隊 超スーパーヒーロー大戦（2017年3月25日公開、金田治監督） - ショッカー首領3世 / 大蜘蛛大首領 役
- 怪奇タクシー（2022年8月5日公開、夏目大一朗監督） - 死神17号 役[26]
- ダマガール（2023年11月11日公開予定、清水佳代子監督）[27]

### 舞台
- Rock To The Future（1996・1997年）
- damim「ときしらず=その自由の矢=」（2001年）
- URASUJI★幕末編〜みだれ〜（2007年）
- 鉄人28号（2009年）
- 天聖八剣伝（2010年）
- 私のホストちゃん（2013年）
- まほろばかなた-長州志士の目指した場所-（2014年）[28]
- A New Musical ALICE 〜不思議の国のアリスより〜（2016年） - 帽子屋 役 [29]
- ミス・サイゴン（2016年） - エンジニア 役
- コメディトゥナイト（2017年）
- リューン（2018年）
- チキチキバンバン（2025年） - バロン・ボンバースト 役[30]

### テレビ

#### 冠番組
- ダイアモンド☆ユカイとユカイなラーメン研究所（2014年、とちぎテレビ）
- ダイアモンド☆ユカイの歴史浪漫（2014年 - 、J:COM）
- ダイアモンド☆ユカイのThe MONDO Times（2014年 - 、MONDO TV）
- ダイアモンド☆ユカイのダイスき!道の駅（2015年、とちぎテレビ）

#### テレビドラマ
- 無理な恋愛 （2008年、フジテレビ系/関西テレビ）
- オトコマエ! 第5回 （2008年、NHK土曜時代劇） - 兼松 役
- ゴーストフレンズ 第3話「危険な片思い」 （2009年4月16日、NHK総合）
- 美人探偵M 第9話（2012年2月5日、TOKYO MX） - ジョニー 役
- 孤独のグルメ 最終話（2012年3月21日、テレビ東京） - 店長 役
- 家族のうた 第5話 （2012年5月13日、フジテレビ） - 本人 役
- 主に泣いてます 第4話 （2012年8月11日、フジテレビ） - 無敵ソラまさや 役
- 土曜ワイド劇場 天才刑事・野呂盆六8 （2013年、テレビ朝日系/ABCテレビ） - 柊夕時 役
- 恋するイヴ （2013年、日本テレビ） - エージ 役
- 福家警部補の挨拶 第7話・第8話 （2014年、フジテレビ） - 白石滋記 役
- LOVE理論（2015年4月、テレビ東京） - ナカさん 役
- ドS刑事 第5話（2015年5月、日本テレビ）　- 大隣志郎 役
- パンドラの果実科学犯罪捜査ファイル Season1 第6話（2022年5月28日、日本テレビ） - 諏訪直人 役

- GO HOME〜警視庁身元不明人相談室〜 第4話（2024年8月3日、日本テレビ） - ルイ 役[31]

#### バラエティ番組
- サウスパーク（WOWOW） - ロバート・スミスの吹き替え
- 歌スタ!!（日本テレビ） - ウタイビトハンターとして出演中
- ニッポン・ダンディ（2012年10月 - 2014年3月、TOKYO MX） - ダンディ（コメンテーター）[注 2]
- バラいろダンディ（2014年4月 - 9月、TOKYO MX） - 月曜ダンディ（コメンテーター）
- 趣味どきっ!「開け!世界遺産」（2015年 - 2016年（シリーズ後半、第5回 - 第8回）、NHK Eテレ） - トラベラー
- 原宿AbemaNews（2016年4月14日 - 、AbemaTV） - 木曜コメンテーター
- しゃべくりDJ ダイアモンド☆ユカイのミュージックアワー!!（2018年10月 - 、歌謡ポップスチャンネル）
しゃべくりDJ ダイアモンド☆ユカイ&平松愛理のミュージックアワー!!（2019年2月 - 、歌謡ポップスチャンネル）

### ラジオ
- すっぴん! 火曜パーソナリティー（2019年4月9日 - 2020年3月10日[注 3]、NHKラジオ第1）
- エキイサイトベースボールスペシャル「ダイアモンド☆ユカイ 伝説の洋楽ライブリクエスト THE LIVE“Something”」（TBSラジオ）
- 大谷ノブ彦 キキマス! 木曜キキマスター（2014年4月 - 2015年3月、ニッポン放送）
- ダイアモンド✡ユカイのVERY GOOD とちぎ（2018年5月4日 - 月2回（第1・3金曜）放送、栃木放送）[32]
- SF Rock Station（東海ラジオ）[1]
- ダイアモンド☆ユカイのゆかいなラジオ（2019年4月 - 、全国AMラジオ数局）
- SOUNDS OF STORY〜ASADA JIRO LIBRARY〜　「ぬくもりの部屋」（2013年11月30日、J-WAVE） - 朗読[33]
- MIDNIGHT ROCK CITY 水曜日 PART1（1993年10月 - 1994年9月、FM NACK5）
- Helloサムシング! 土曜日（FM NACK5）
- さまよえるパパたちへ（2024年 - 、NHKラジオ第1）

### CM・広告
- ハイポネックスジャパン『ハイポネックス』（2014年4月 - 、）
- モンデリーズ・ジャパン『キシリクリスタル』 （2014年 - 2015年）
- スパイク・チュンソフト ニンテンドー3DSソフト『喧嘩番長6〜ソウル＆ブラッド〜』プロモーションイメージキャラクター テーマソング「Kids of Soul&Bloods」作詞・作曲・歌唱 （2015年1月 - 2015年4月）
- 佐野市 プロモーションポスター（2018年5月 - ） - 東武鉄道主要駅に掲示[34]
- 湯快リゾート（2019年）常連客 タイシタモンダ☆ユカイ 役

### NHK紅白歌合戦出場歴
| 年度/放送回               | 回           | 曲目         | 出演順 | 対戦相手 | 備考                           |
| ------------------------- | ------------ | ------------ | ------ | -------- | ------------------------------ |
| 2019年（令和元年）/第70回 | 初(特別出演) | 君はともだち | なし   | なし     | 「夢を歌おう」特別企画で初出場 |

## 著書
- 成りさがり（2009年3月10日、光文社、ISBN 978-4-334-97563-0）
- タネナシ。（2011年7月22日、講談社、ISBN 978-4-062-17133-5）